# Siphocampylus argutus
Siphocampylus argutus är en klockväxtart som beskrevs av Alexander Zahlbruckner. Siphocampylus argutus ingår i släktet Siphocampylus och familjen klockväxter.
Artens utbredningsområde är Bolivia. Inga underarter finns listade i Catalogue of Life.